# ドルフィンファームしまなみ
ドルフィンファームしまなみは、愛媛県今治市伯方町にあるイルカと触れ合う事の出来る施設。道の駅伯方S・Cパークに隣接した2つのビーチと陸上に立地している。

## 概要
2016年4月17日に香川県高松市に本社を置く有限会社シーネットが開設。イルカと触れ合える施設は愛媛県内で初。いけすでバンドウイルカ5頭とハナゴンドウ2頭を飼育し、来園者はイルカに餌やりや握手などをする「ふれあいコース」か、一緒に泳ぐ「スイムコース」を体験できる。
2018年4月には施設内にオートキャンプ場がオープンした。

## アクセス
- 西瀬戸自動車道伯方島インターチェンジより車で約3分。
- 瀬戸内運輸・瀬戸内海交通「伯方島BS」にて下車。